# Anzelm Lutwak
Anzelm Lutwak (ur. 17 kwietnia 1877 w Kołomyi, zm. ok. 1942 we Lwowie) – polski adwokat, poeta i eseista, redaktor „Palestry” oraz „Głosu Prawa”.

## Życiorys
Był synem Mojżesza Leiba i Chaje Elki z domu Resch. Maturę zdał w gimnazjum im. Sobieskiego w Krakowie, studia prawnicze zaś ukończył na Uniwersytecie Jagiellońskim. Tam też 30 czerwca 1900 uzyskał stopień doktora praw. Po odbyciu aplikacji został w 1907 r. adwokatem we Lwowie, zyskując wkrótce wysoką pozycję w środowisku. Wiele artykułów i wierszy opublikował w wiedeńskim czasopiśmie „Welt”, a także w lwowskiej „Chwili”.
W 1910 r. we Lwowie zaczął wydawać pismo „Palestra” - czasopisma dla adwokatury. Po wydaniu siedmiu zeszytów periodyk upadł z powodu zbyt małego zainteresowania środowiska. W 1924 r. tytuł został wznowiony w Warszawie przez adw. Stanisława Cara.
Od 1924 do 1939 r. adw. dr Lutwak redagował „Głos Prawa”, którego hasłem było zawołanie Heraklita z Efezu: „Lud walczyć musi o prawo, jak o mury miasta!”. Opublikował na jego łamach wiele rozpraw naukowych felietonów, recenzji i komentarzy. Stałym współpracownikiem "Głosu Prawa" był prof. Maurycy Allerhand. Czasopismo zostało wznowione w 2018 r. jako "Głos Prawa. Przegląd Prawniczy Allerhanda". 
Z przekonań początkowo syjonista, a potem raczej asymilator. Zwalczał przejawy rasizmu i antysemityzmu. Był aktywnym uczestnikiem życia adwokackiego, członkiem organizacji prawniczych i aktywny działacz Lwowskiej Izby Adwokackiej. Zamordowany w dobie Holocaustu we Lwowie w 1942 r.